# Stella Rotondaro
Stella Rotondaro (Calcutta, 18 agosto 1980) è un'attrice italiana.

## Biografia
Nata a Calcutta il 18 agosto 1980, ma da sempre cresciuta in Toscana, precisamente a Firenze, debutta giovanissima in televisione nel programma Piccoli fans con Sandra Milo.
Nei primi anni novanta, comincia l'attività di attrice in due importanti film: Jackpot del 1992 e Pacco, doppio pacco e contropaccotto del 1993. È proprio nel 1993 che partecipa a Non è la Rai, trasmissione televisiva nella quale ebbe un ruolo importante, cantando in playback con la sua voce a differenza della maggior parte delle sue colleghe. Dopo quest'esperienza, nella seconda metà degli anni '90 partecipa ai musical Sono tutti più bravi di me e Il grande campione.
Torna alla ribalta negli anni 2000, quando, nel 2001 è nel cast del musical di Saverio Marconi "La piccola bottega degli orrori" dove interpreta una delle tre ragazze-coro e nel 2005, è la protagonista del serie tv di Italia 1, Grandi domani, e l'anno successivo recita nel film La principessa degli sparvieri.

## Carriera

### Teatro
- Sono tutti più bravi di me - Musical
- Il grande campione - Musical

### Cinema
- Jackpot, regia di Mario Orfini (1992)
- Pacco, doppio pacco e contropaccotto, regia di Nanni Loy (1993)
- La principessa degli sparvieri, regia di Claver Salizzato (2006)

### TV - Fiction
- Grandi domani, regia di Vincenzo Terracciano (2005)
- Distretto di Polizia 8, regia di Alessandro Capone, episodio 8x17 (2008)
- Di4ri, regia di Alessandro Celli - serie TV Netflix (2022)

### TV - Programmi
- Piccoli fans
- Non è la Rai (1993-1994)
- Non è la Rai speciale (2005)